# Fredrik II av Österrike
Fredrik II av Österrike, född 25 april 1211 i Wiener Neustadt, död 15 juni 1246 i Leitha, var en österrikisk monark, son till Leopold VI av Österrike och dennes gemål Theodora Angelina. Han var regerande hertig av Österrike 1230–1246. 
Han ligger begravd i Heiligenkreuz Stift.